# Diopa corone
Diopa corone är en fjärilsart som beskrevs av Felder 1874. Diopa corone ingår i släktet Diopa och familjen nattflyn. Inga underarter finns listade i Catalogue of Life.